# Silene holopetala
Silene holopetala är en nejlikväxtart som beskrevs av Aleksandr Andrejevitj Bunge. Silene holopetala ingår i släktet glimmar, och familjen nejlikväxter. Inga underarter finns listade i Catalogue of Life.